# Flushed Away
Flushed Away (Nederlandse titel: Muis van huis) is een Brits-Amerikaanse animatiefilm uit 2006 onder regie van David Bowers en Sam Fell.

## Verhaal
Roddy (Hugh Jackman) is het huisdier van een rijk gezin en gewend aan luxe en alleen zijn. Als de asociale muis Sid (Shane Richie) opduikt wanneer de mensen waarbij Roddy woont op vakantie gaan, neemt die zijn kooi over en spoelt Roddy door de wc. Deze belandt daarop in het riool en ontdekt er een miniatuurversie van Londen, waarin de wilde dieren wonen. Hoewel hij aanvankelijk botst met Rita (Kate Winslet), zijn de twee op elkaar aangewezen als De Pad (Ian McKellen) het op ze voorzien krijgt. Deze heeft snode plannen met de andere dieren en stuurt zijn bodyguard Whitey' (Bill Nighy) achter Roddy en Rita aan om de kabel te pakken te krijgen die Rita van hem stal. Roddy wil dat zij hem helpt terug naar huis te komen, waarop de twee een afspraak maken elkaar te helpen.

## Rolverdeling
| Acteur           | Personage           |
| ---------------- | ------------------- |
| Hugh Jackman     | Roddy               |
| Kate Winslet     | Rita                |
| Ian McKellen     | De Pad              |
| Jean Reno        | Le Frog (de kikker) |
| Bill Nighy       | Whitey              |
| Andy Serkis      | Spike               |
| Shane Richie     | Sid                 |
| Miriam Margolyes | Rita's oma          |

### Nederlandse versie
| Acteur             | Personage    |
| ------------------ | ------------ |
| Tara Elders        | Rita         |
| Huub Dikstaal      | Roddy (stem) |
| Sandro van Breemen | Roddy (zang) |
| Jérôme Reehuis     | De Pad       |
| Cees Geel          | Sid          |
| Ewout Eggink       | Spike        |
| Bartho Braat       | Whitey       |
| Serge-Henri Valcke | Le Kikkèr    |

### Vlaamse versie
| Acteur           | Personage    |
| ---------------- | ------------ |
| Pieter Embrechts | Roddy (stem) |
| Nathalie Meskens | Rita         |
| Frank Dingenen   | De Pad       |
| Gene Thomas      | Spike        |
| Herbert Flack    | Le Kikkèr    |